# Manuel Strupler
Manuel Strupler, né le 12 avril 1980 à Frauenfeld (originaire du même lieu), est une personnalité politique suisse, membre de l'Union démocratique du centre (UDC).
Il est député du canton de Thurgovie au Conseil national depuis décembre 2019.

## Biographie
Manuel Strupler naît le 12 avril 1980 à Frauenfeld, dans le canton de Thurgovie. Il est originaire du même lieu.
Il grandit dans une ferme près de Weinfelden dans une famille de quatre enfants. Après sa scolarité à Weinfelden, il fait un apprentissage de jardinier-paysagiste dans la commune thurgovienne, qu'il achève en 1999. En 2016, il suit une formation complémentaire d'agriculteur à Flawil, dans le canton voisin de Saint-Gall,.
Il crée en 2000 sa propre entreprise d'horticulture, puis en 2014-2015 fonde ou cofonde plusieurs autres entreprises (événementiel, fleurs, aménagement d'espaces paysagers, génie hydraulique). En 2017, il reprend avec son frère l'exploitation agricole familiale d'élevage de bœufs limousins à Weinfelden,.
Il pratique la lutte suisse de 1999 à 2010. Il participe aux Fêtes fédérales de Nyon en 2001, de Lucerne en 2004 et d'Aarau en 2007, où il remporte une couronne.
Il est marié à Linda Gehrig depuis juillet 2020,. Il est de confession évangélique et habite Weinfelden.

## Parcours politique
Il est membre du parlement municipal de Weinfelden depuis 2011 et membre du Grand Conseil du canton de Thurgovie de mai 2016 à mai 2020. Il est également président de l'UDC de Weinfelden depuis janvier 2013,,.
Il est élu au Conseil national en 2019. Il siège au sein de la Commission des finances et, jusqu'au 11 mai 2020, au sein de la Commission de gestion.
En 2021, il fait partie du comité référendaire opposé au mariage entre personnes de même sexe.